# Schweizer Bischofskonferenz
Die Schweizer Bischofskonferenz (SBK) (französisch Conférence des évêques suisses, italienisch Conferenza dei vescovi svizzeri) ist das Koordinierungsorgan der römisch-katholischen Bistümer der Schweiz. Sie wurde 1863 als weltweit erste Bischofskonferenz gegründet und ist Mitglied im Rat der europäischen Bischofskonferenzen.
Sie trifft sich vierteljährlich und umfasst 14 Mitglieder: die Bischöfe der sechs Bistümer der Schweiz sowie deren Weihbischöfe und die beiden Äbte von Saint-Maurice und Einsiedeln.

## Geschichte
Die SBK wurde 1863 auf Betreiben des Churer Generalvikars Theodosius Florentini in Solothurn als pastorales Kontaktorgan der Schweizer Bischöfe gegründet.
Obwohl die SBK zu den ältesten Gremien dieser Art gehört, gewann die SBK zunächst nach aussen nur wenig Profil. In den ersten Jahrzehnten gehörte die Festlegung einer gemeinsamen Haltung gegenüber staatskirchlichen Einschränkungen zu ihren hauptsächlichsten Traktanden. Im Anschluss an das Erste Vatikanische Konzil 1869 und der in der Schweiz losgestossenen Debatte zur päpstlichen Unfehlbarkeit begannen die Schweizer Bischöfe vermehrt in der Schweizer Kirchenzeitung ihre Meinung kundzutun. Dies vor dem Hintergrund der Abspaltung der Christkatholischen Kirche der Schweiz.
1920 wehrten sich die Bischöfe gegen Versuche des Heiligen Stuhls, den Nuntius (Nuntiatur) als Präsidenten der SBK einzusetzen. Ein ausgeprägtes Lokalkirchenbewusstsein ― rechtlich gesehen untersteht jedes Bistum direkt dem Papst ― behinderte grössere gemeinsame Initiativen. 1967 wurden die Statuten von 1863 im Sinne des Zweiten Vatikanischen Konzils neu festgelegt. Seither versteht sich die SBK als Leitungsgremium der Katholischen Kirche der Schweiz. Ihre Beschlüsse haben innerhalb der vom Kirchenrecht festgesetzten Normen gesetzgebenden Charakter. Ständige Organe sind die Versammlung, das Präsidium und seit 1971/72 das Sekretariat in Freiburg. Die SBK tritt vier Mal im Jahr zu ordentlichen und gegebenenfalls zu ausserordentlichen Versammlungen zusammen, zieht zur Beratung Experten heran und wird bei kirchlichen und gesellschaftlichen Fragen vom Bund zur Vernehmlassung konsultiert. Innerhalb der SBK sind die Aufgaben in 18 Dikasterien (z. B. Liturgie, Jugend, Ökumene, Ehe und Familie) gegliedert. In gesellschaftlich relevanten Fragen versucht die SBK einen Konsens mit anderen Kirchen und Religionsgemeinschaften zu erreichen.
2001 erfolgte eine weitere Statutenrevision, die ermöglichte auch emeritierte Bischöfe in die Konferenz aufzunehmen, sofern sie Sonderaufgaben erfüllen können.

## Mitglieder

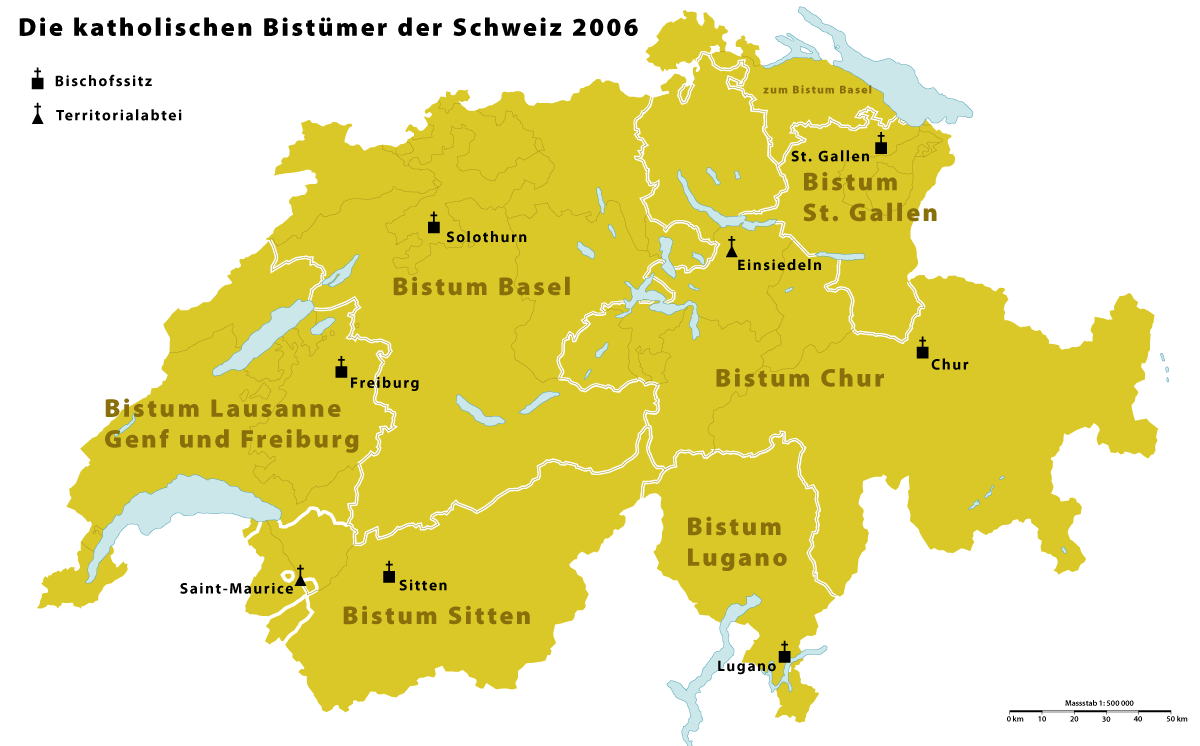
Karte der katholischen Bistümer in der Schweiz

### Bistümer
- Bistum Basel mit Sitz in Solothurn
- Bistum Chur mit Sitz in Chur
- Bistum Lausanne, Genf und Freiburg mit Sitz in Freiburg
- Bistum Lugano mit Sitz in Lugano
- Bistum St. Gallen mit Sitz in St. Gallen
- Bistum Sitten mit Sitz in Sitten

### Territorialabteien
- Abtei Einsiedeln
- Abtei Saint-Maurice

## Präsidenten der SBK
- Pierre-François de Preux, Bischof von Sitten (1863–1875)
- Etienne Marilley, Bischof von Lausanne (1876–1879)
- Karl Johann Greith, Bischof von St. Gallen (1880–1881)
- Eugène Lachat, Bischof von Basel (1882–1886)
- Gaspard Mermillod, Bischof von Lausanne und Genf (1887–1890)
- Adrien Jardinier, Bischof von Sitten (1891–1894)
- Augustin Egger, Bischof von St. Gallen (1895–1905)
- Johannes Fidelis Battaglia, Bischof von Chur (1906–1911)
- Jules-Maurice Abbet, Bischof von Sitten (1912–1918)
- Jakob Stammler, Bischof von Basel und Lugano (1918–1924)
- Georg Schmid von Grüneck, Bischof von Chur (1925–1931)
- Aurelio Bacciarini, Apostolischer Administrator von Lugano (1932–1933)
- Viktor Bieler, Bischof von Sitten (1935–1952)
- Angelo Jelmini, Apostolischer Administrator von Lugano (1952–1967)
- Johannes Vonderach, Bischof von Chur (1967–1970)
- François-Nestor Adam, Bischof von Sitten (1970–1976)
- Anton Hänggi, Bischof von Basel (1976–1977)
- Pierre Mamie, Bischof von Lausanne, Genf und Freiburg (1977–1979)
- Otmar Mäder, Bischof von St. Gallen (1980–1982)
- Henri Schwery, Bischof von Sitten (1983–1988)
- Joseph Candolfi, Weihbischof von Basel (1989–1991), unerlaubterweise, da nicht Diözesanbischof. Rüge aus Rom.
- Pierre Mamie, Bischof von Lausanne, Genf und Freiburg (1992–1994) (2×)
- Henri Salina CRA, Abtbischof von Saint-Maurice (1995–1997)
- Amédée Grab OSB, Bischof von Chur (1998–2006)
- Kurt Koch, Bischof von Basel (2007–2009)
- Norbert Brunner, Bischof von Sitten (2010–2012)
- Markus Büchel, Bischof von St. Gallen (2013–2015)
- Charles Morerod OP, Bischof von Lausanne, Genf und Freiburg (2016–2018)
- Felix Gmür, Bischof von Basel (2019–2024)[6]
- Charles Morerod OP, Bischof von Lausanne, Genf und Freiburg (seit 2024)[7]